# Asobo Studio
Asobo Studio är ett franskt företag som utvecklar datorspel. Företaget, grundat 2002 av tolv tidigare anställda på Kalisto Entertainment, har sitt huvudkontor i Bordeaux i Frankrike.

## Utvecklade spel
| År   | Spel                                   | Utgivare                   | Plattform | Plattform | Plattform | Plattform | Plattform | Plattform | Plattform | Plattform | Plattform | Plattform | Plattform | Plattform |
| År   | Spel                                   | Utgivare                   | PS2       | Xbox      | Win       | Mac       | NGC       | PSP       | Wii       | X360      | PS3       | PS4       | XOne      | NSW       |
| ---- | -------------------------------------- | -------------------------- | --------- | --------- | --------- | --------- | --------- | --------- | --------- | --------- | --------- | --------- | --------- | --------- |
| 2003 | Super Farm                             | Ignition Entertainment     | Ja        | Nej       | Nej       | Nej       | Nej       | Nej       | Nej       | Nej       | Nej       | Nej       | Nej       | Nej       |
| 2004 | Sitting Ducks                          | LSP                        | Ja        | Ja        | Ja        | Nej       | Nej       | Nej       | Nej       | Nej       | Nej       | Nej       | Nej       | Nej       |
| 2004 | The Mummy: The Animated Series         | HIP Interactive            | Ja        | Nej       | Ja        | Nej       | Nej       | Nej       | Nej       | Nej       | Nej       | Nej       | Nej       | Nej       |
| 2005 | Nemesis Strike                         | HIP Interactive            | Ja        | Ja        | Ja        | Nej       | Nej       | Nej       | Nej       | Nej       | Nej       | Nej       | Nej       | Nej       |
| 2006 | Garfield: A Tail of Two Kitties        | Game Factory               | Ja        | Nej       | Ja        | Nej       | Nej       | Nej       | Nej       | Nej       | Nej       | Nej       | Nej       | Nej       |
| 2007 | Ratatouille                            | THQ                        | Ja        | Ja        | Ja        | Ja        | Ja        | Nej       | Ja        | Nej       | Nej       | Nej       | Nej       | Nej       |
| 2008 | WALL-E                                 | THQ                        | Ja        | Nej       | Ja        | Ja        | Nej       | Ja        | Nej       | Nej       | Nej       | Nej       | Nej       | Nej       |
| 2009 | Fuel                                   | Codemasters                | Nej       | Nej       | Ja        | Nej       | Nej       | Nej       | Nej       | Ja        | Ja        | Nej       | Nej       | Nej       |
| 2009 | Up                                     | THQ                        | Ja        | Nej       | Ja        | Ja        | Nej       | Ja        | Nej       | Nej       | Nej       | Nej       | Nej       | Nej       |
| 2010 | Racket Sports Party                    | Ubisoft                    | Nej       | Nej       | Nej       | Nej       | Nej       | Nej       | Ja        | Nej       | Nej       | Nej       | Nej       | Nej       |
| 2010 | Toy Story 3                            | Disney Interactive Studios | Ja        | Nej       | Nej       | Nej       | Nej       | Ja        | Nej       | Nej       | Nej       | Nej       | Nej       | Nej       |
| 2010 | Racket Sports                          | Ubisoft                    | Nej       | Nej       | Nej       | Nej       | Nej       | Nej       | Nej       | Nej       | Ja        | Nej       | Nej       | Nej       |
| 2012 | Kinect Rush: A Disney-Pixar Adventure  | Microsoft Studios          | Nej       | Nej       | Ja        | Nej       | Nej       | Nej       | Nej       | Ja        | Nej       | Nej       | Ja        | Nej       |
| 2014 | The Crew                               | Ubisoft                    | Nej       | Nej       | Nej       | Nej       | Nej       | Nej       | Nej       | Ja        | Nej       | Nej       | Nej       | Nej       |
| 2014 | Monopoly Plus                          | Ubisoft                    | Nej       | Nej       | Ja        | Nej       | Nej       | Nej       | Nej       | Ja        | Ja        | Ja        | Ja        | Ja        |
| 2016 | Fragments – HoloLens                   | Microsoft Studios          | Nej       | Nej       | Ja        | Nej       | Nej       | Nej       | Nej       | Nej       | Nej       | Nej       | Nej       | Nej       |
| 2016 | Young Conker – HoloLens                | Microsoft Studios          | Nej       | Nej       | Ja        | Nej       | Nej       | Nej       | Nej       | Nej       | Nej       | Nej       | Nej       | Nej       |
| 2016 | ReCore                                 | Microsoft Studios          | Nej       | Nej       | Ja        | Nej       | Nej       | Nej       | Nej       | Nej       | Nej       | Nej       | Ja        | Nej       |
| 2017 | Disneyland Adventures                  | Microsoft Studios          | Nej       | Nej       | Ja        | Nej       | Nej       | Nej       | Nej       | Nej       | Nej       | Nej       | Ja        | Nej       |
| 2017 | Zoo Tycoon: Ultimate Animal Collection | Microsoft Studios          | Nej       | Nej       | Ja        | Nej       | Nej       | Nej       | Nej       | Nej       | Nej       | Nej       | Ja        | Nej       |
| 2018 | The Crew 2                             | Ubisoft                    | Nej       | Nej       | Ja        | Nej       | Nej       | Nej       | Nej       | Nej       | Nej       | Ja        | Ja        | Nej       |
| 2019 | A Plague Tale: Innocence               | Focus Home Interactive     | Nej       | Nej       | Ja        | Nej       | Nej       | Nej       | Nej       | Nej       | Nej       | Ja        | Ja        | Nej       |
| 2020 | Microsoft Flight Simulator             | Xbox Game Studios          | Nej       | Nej       | Ja        | Nej       | Nej       | Nej       | Nej       | Nej       | Nej       | Nej       | Ja        | Nej       |